# Open Air Turné 2015 (Kabát)
Open Air Turné 2015 bylo koncertní turné české rockové skupiny Kabát. Konalo se na podporu alba Do pekla/do nebe a bylo to první open air turné skupiny od roku 2007.

## Přehled
Termíny turné byly ohlášeny v prosinci 2014. Skupina těsně po začátku turné vydala nové album Do pekla/do nebe, které doplnilo koncertní repertoár. S kapelou na turné jezdil jako host kontrabasista Ivo „Rafan“ Traxmandl, který se objevil při písni "Myslivecký ples" a violoncellistka Alice Kodýtková, ta skupina doprovodila ve skladbě "Valkýra". Skupině na turné předskakovala jižansky rocková kapela Blue Rocket z Teplic.
Vizuálem mělo pódium (cihlový dům se zamřížovanými okny) připomínat „cvokhaus“, jehož téma se prolíná celým bookletem alba Do pekla/do nebe. Scéna (do té doby největší v historii kapely) byla 74m široká, 22m hluboká a 14m vysoká. Základní nosná konstrukce jedné sestavy vážila cca 90t, dvojnásobkem to bylo 180t. Plochu jeviště mělo zabrat cca 750m2. Celá scéna byla pokryta průsvitnou střechou se světelnými rameny. Světelný park obsahoval cca 300ks inteligentních světel, minimálně měnící barvy a dalších 216ks konvenčních světel. Všemu dominovalo necelých 400m2 (11) LED stěn, dění na pódiu snímaly 4 Full HD kamery. Zvuková aparatura měla výkon cca 350kW, vše bylo v základu systému K2, SB28 a K1 SUB, od firmy L-Acoustics. V realizačním týmu působil asi 70členný tým a dvě skupiny lešenářů. Scénu vozilo celkem 31 kamionů a stavěla se 4 dny.

## Setlist
Seznam uvádí všechny písně, které skupina odehrála za celé turné.
Děvky ty to znaj
- "Óda na konopí"
- "Žízeň"
- "Moderní děvče"

Colorado
- "Starej bar"

MegaHu
- "Bruce Willis"
- "Šaman"

Go satane go
- "Go satane go"
- "V pekle sudy válej"
- "Na sever"
- "Bára"

Suma Sumárum: The Best Of
- "Pohoda"

Dole v dole
- "Dole v dole"
- "Stará Lou"
- "Shořel náš dům"

Corrida
- "Burlaci"
- "Malá dáma"
- "Buldozerem"
- "Kdoví jestli"

Banditi di Praga
- "Banditi di Praga"

Do pekla/do nebe
- "Bang!"
- "Do pekla/do nebe"
- "Western Boogie"
- "Valkýra"
- "Myslivecký ples"
- "Restaurace pana Kalvody"
- "Brousíme nože"
- "Pakliže"

1. "Bang!"
2. "Stará Lou"
3. "V pekle sudy válej"
4. "Buldozerem"
5. "Shořel náš dům"
6. "Na sever"
7. "Malá dáma"
8. "Western Boogie"
9. "Starej bar"
10. "Banditi di Praga"
11. "Myslivecký ples"
12. "Do pekla/do nebe"
13. "Bára"
14. "Pakliže"
15. "Burlaci"
16. "Restaurace pana Kalvody"
17. "Go satane go"
18. "Óda na konopí"
19. "Šaman"
20. "Valkýra"
21. "Bruce Willis"
22. "Kdoví jestli"
23. "Žízeň"
24. "Brousíme nože" (přídavek)
25. "Dole v dole" (přídavek)
26. "Moderní děvče" (přídavek)
27. "Pohoda" (přídavek)

## Seznam koncertů
| Datum           | Město            | Stát           | Místo                             |
| Open Air Turné  | Open Air Turné   | Open Air Turné | Open Air Turné                    |
| --------------- | ---------------- | -------------- | --------------------------------- |
| 19. května 2015 | Karlovy Vary     | Česko          | Atletický stadion AC Start        |
| 22. května 2015 | Plzeň            | Česko          | Fotbalový stadion Lokomotiva      |
| 25. května 2015 | České Budějovice | Česko          | Stadion JČU                       |
| 28. května 2015 | Brno             | Česko          | Brněnské výstaviště               |
| 31. května 2015 | Piešťany         | Slovensko      | TOPFEST – Letiště Piešťany        |
| 6. června 2015  | Olomouc          | Česko          | Atletický stadion TJ Lokomotiva   |
| 9. června 2015  | Ostrava          | Česko          | Atletický stadion Sareza - Poruba |
| 12. června 2015 | Hradec Králové   | Česko          | Všesportovní stadion              |
| 16. června 2015 | Liberec          | Česko          | Městský stadion                   |
| 19. června 2015 | Teplice          | Česko          | AGC Aréna Na Stínadlech           |
| 23. června 2015 | Praha            | Česko          | Letiště Praha Letňany             |
| 29. června 2015 | Pardubice        | Česko          | Letní stadion                     |

## Sestava
Kabát
- Josef Vojtek – zpěv
- Milan Špalek – baskytara, doprovodný zpěv, zpěv
- Ota Váňa – kytara, doprovodný zpěv
- Tomáš Krulich – kytara, doprovodný zpěv
- Radek „Hurvajs“ Hurčík – bicí, doprovodný zpěv

Hosté
- Ivo „Rafan“ Traxmandl – kontrabas (hostoval v písni „Myslivecký pes“)

- Alice Kodytková – violoncello (hostovala v písni „Valkýra“)